# Muiron (frégate)
Pour les articles homonymes, voir Muiron.

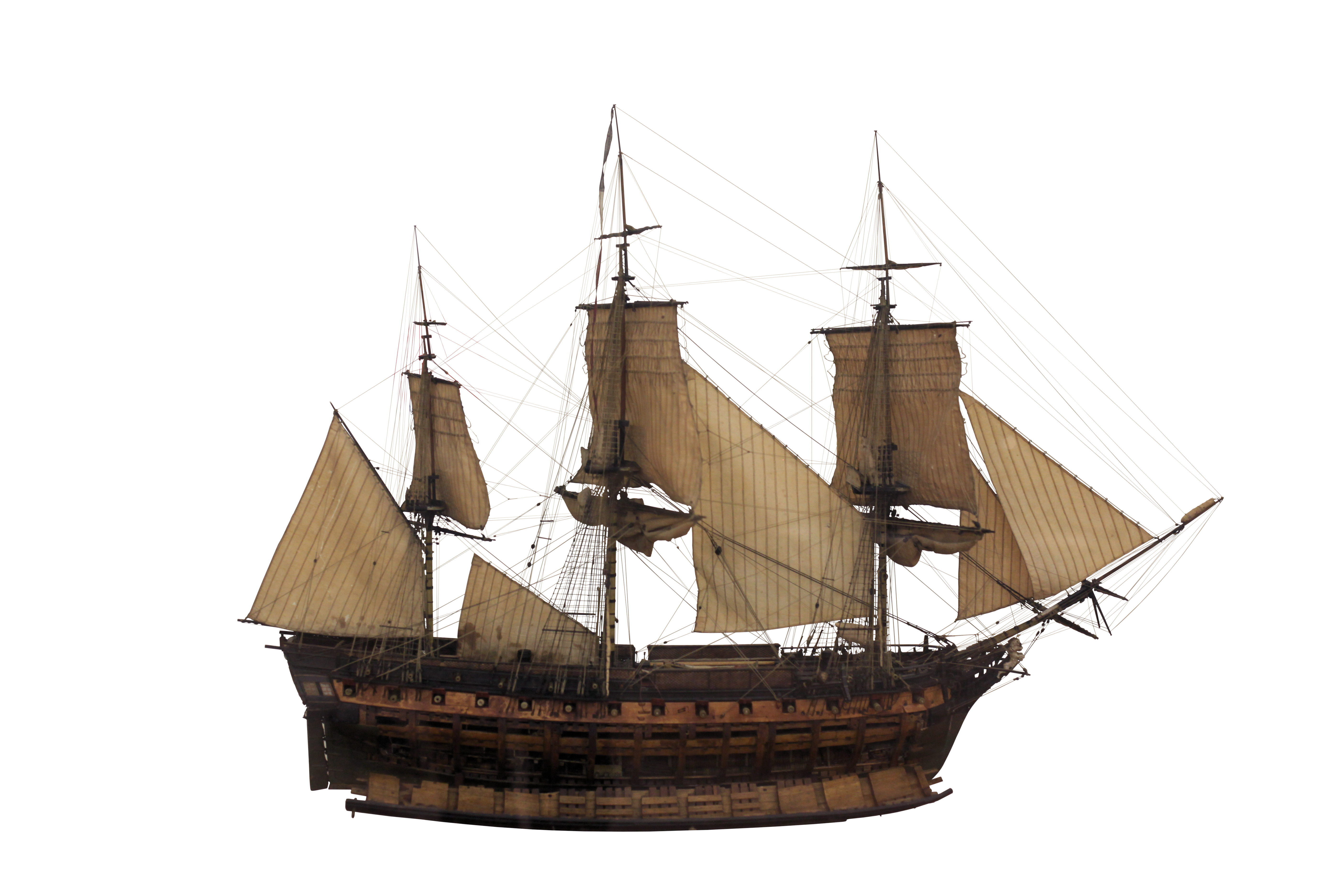
Maquette au 1/72 du Musée national de la Marine.

La Muiron est la frégate que Napoléon empruntera le 23 août 1799, pour rentrer en France, après la Campagne d'Égypte, en confiant au général Kléber une armée diminuée, abandonnée par le Directoire. Elle fut nommée ainsi en hommage au sacrifice du colonel Jean-Baptiste Muiron, qui se jeta devant Bonaparte, le couvrant de son corps pour le protéger, lors de la bataille du Pont d'Arcole.

## Histoire

### La prise de laMuiron
La Muiron, frégate de 44 canons, est mise en chantier à Venise à partir de 1789 sous les ordres de Andrea Chiribini et de Andrea Calvin. Elle est  en construction lorsque Napoléon prend l'Arsenal de Venise, le 15 novembre 1796. Elle est achevée en 1797 par Pierre-Alexandre Forfait, envoyé sur place à la demande de Napoléon pour diriger l'arsenal. Napoléon, qui avait besoin de bâtiments prit alors possession de ce navire, et le fait armer. En mai 1798, il prend la mer pour la première fois dans l'escadre qui transporte le corps expéditionnaire, en Égypte.

### La fuite d'Égypte

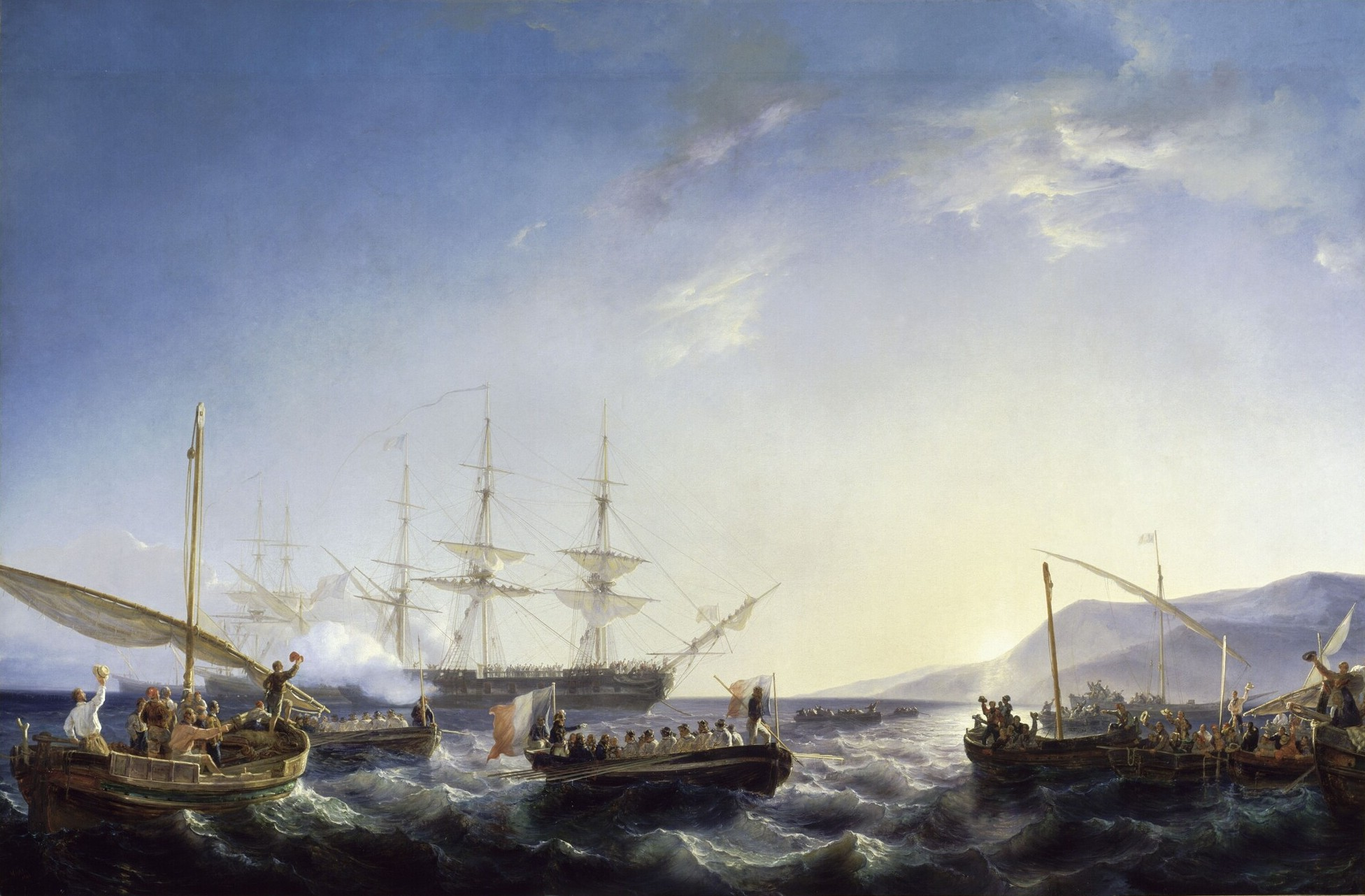
Bonaparte arrivant à Fréjus le 9 octobre 1799 sur la Muiron.

En 1799, Bonaparte doit laisser en Égypte une armée que le Directoire laisse livrée à elle-même et sans secours depuis 1798. La Muiron fait partie d'un convoi de deux frégates, la Muiron et la Carrère, et deux chébecs. Le 23 août, il monte à son bord, à Alexandrie, pour rentrer en France. Après avoir réussi à éviter la redoutable flotte anglaise, organisée par l'amiral Nelson, qui l'attendait en Méditerranée, le navire, sous le commandement du capitaine de vaisseau Honoré Ganteaume, parvint à rejoindre la rade de Fréjus/Saint-Raphaël.  En 1801, elle participe à la bataille d'Algésiras.

### LaMuiron, un monument historique
Dans une lettre au Ministre de la Marine, Napoléon écrit : 
« Je désire que la Muiron sur laquelle je suis revenu d'Égypte, soit gardée comme un monument et placée de manière à ce qu'elle se conserve, s'il est possible, plusieurs centaines d'années...  »
On ancre alors la Muiron dans le port de Toulon, et l'on ajoute, en lettres d'or, sur la coque : « La Muiron, prise en 1797 dans l'Arsenal de Venise par le conquérant de l'Italie. Elle ramena d'Égypte en 1799 le sauveur de la France ».
Le souhait de Napoléon ne sera pas respecté à sa chute et la Muiron est disposée en ponton amiral à Toulon en 1807 et elle est dépecée en 1850.

## Reproduction deLa Muiron
En 1803, Napoléon en fit exécuter une maquette qu'il plaça en juillet 1805 dans son Cabinet de travail, à la Malmaison. Ce modèle est aujourd'hui exposé au Musée de la Marine de Paris. Ce modèle est racheté par le général Gourgaud lors de la vente des biens du château en 1815.
Le flanc à tribord du modèle peut être ouvert, ce qui permet de voir l'arrimage de futailles d'eau, de câbles d'ancre et d'outils en cours. Le doublage en cuivre ordonné par Napoléon, est de couleur verte censée représenter son oxydation. Le modèle est entièrement gréé, les voiles sont déployées et les canons sont en bronze. 
L'échelle du modèle est de 1/72.
Les matériaux utilisés sont : le bois, le buis, les fibres végétales, le fer, l'alliage cuivreux, le mica et le verre. il mesure 72 cm x 35 cm.
Le modèle de la Muiron a été exposé lors des expositions suivantes :
- Napoléon, Grand palais, 1969
- Salon international des musées et des expositions, Grand palais, 1988
- L'Égypte, une aventure savante, Muséum d'histoire naturelle, Paris, 1998
- Napoléon et la mer, un rêve d'Empire, Musée national de la Marine, Paris, 2004
- Nelson et Napoléon, National Maritime Museum, Greenwitch, 2005
- Napoléon et la Corse, musée de la Corse, Corsica, 2009
- Maquettes de la Marine impériale, collections du musée de la Marine, Grand Trianon, Versailles, 2014